# Pagyda lustralis
Pagyda lustralis là một loài bướm đêm trong họ Crambidae.